# 2022 în sport
2021 în sport — 2022 în sport — 2023 în sport
2022 în sport descrie evenimentele anului în sportul mondial.

## Calendar după lună

### Ianuarie
| Dată     | Sport                          | Loc/Eveniment                                           | Status        | Câștigător                                 |
| -------- | ------------------------------ | ------------------------------------------------------- | ------------- | ------------------------------------------ |
| 1–9      | Tenis                          | Cupa ATP 2022                                           | Internațional | Canada                                     |
| 2–14     | Rally raid                     | Raliul Dakar 2022                                       | Internațional |                                            |
| 3–9      | Tenis                          | Adelaide International 1                                | Internațional | - Masc. Gaël Monfils - Fem. Ashleigh Barty |
| 7–9      | Patinaj viteză                 | Campionatele Europene de Patinaj Viteză                 | Continental   | Țările de Jos                              |
| 9–16     | Snooker                        | Masters 2022                                            | Internațional |                                            |
| 9–6 feb. | Fotbal                         | Cupa Africii pe Națiuni                                 | Continental   |                                            |
| 10–16    | Patinaj artistic               | Campionatele Europene de Patinaj Artistic               | Continental   |                                            |
| 13–23    | Handbal                        | Campionatul African de Handbal Masculin                 | Continental   |                                            |
| 13-30    | Handbal                        | / Campionatul European de Handbal Masculin              | Internațional |                                            |
| 14–16    | Patinaj viteză pe pistă scurtă | Campionatele Europene de patinaj viteză pe pistă scurtă | Continental   |                                            |
| 17–30    | Tenis                          | Australian Open 2022                                    | Internațional |                                            |
| 18-23    | Patinaj artistic               | Campionatele celor Patru Continente                     | Internațional |                                            |
| 20–23    | Raliu                          | Raliul Monte-Carlo (WRC #1)                             | Internațional |                                            |
| 24–30    | Biatlon                        | Campionatele Europene de Biatlon                        | Continental   |                                            |
| 26–29    | Escaladă pe gheață             | Campionatul Mondial de Escaladă pe Gheață               | Internațional |                                            |

### Februarie
| Dată        | Sport                    | Loc/Eveniment                               | Status        | Câștigător |
| ----------- | ------------------------ | ------------------------------------------- | ------------- | ---------- |
| 3–12        | Fotbal                   | Campionatul Mondial al Cluburilor FIFA 2021 | Internațional |            |
| 4-20        | Jocuri Olimpice de iarnă | Jocurile Olimpice de iarnă                  | Internațional |            |
| 5–19 martie | Rugby                    | / Turneul celor Șase Națiuni                | Continental   |            |
| 6           | Baschet                  | Cupa de baschet intercontinentală           | Internațional |            |
| 7–13        | Snooker                  | Campionatul Jucătorilor (Cupa Cazoo)        | Internațional |            |
| 10–14       | Snooker                  | Campionatul Mondial de snooker feminin      | Internațional |            |
| 11–13       | Hochei pe iarbă          | Cupa EuroHockey masculin în sală            | Continental   |            |
| 11–13       | Hochei pe iarbă          | Cupa EuroHockey feminin în sală             | Continental   |            |
| 13          | Fotbal american          | Super Bowl                                  | Domestic      |            |
| 15–20       | Badminton                | Campionatele europene de badminton          | Continental   |            |

### Martie
| Dată         | Sport                       | Loc/Eveniment                                              | Status        | Câștigător |
| ------------ | --------------------------- | ---------------------------------------------------------- | ------------- | ---------- |
| 4-13         | Jocuri paralimpice de iarnă | Jocurile paralimpice de iarnă                              | Internațional |            |
| 11–13        | Gimnastică acrobatică       | Campionatele Mondiale de gimnastică acrobatică             | Internațional |            |
| 18–20        | Patinaj viteză              | Campionatele Mondiale de patinaj de viteză pe pistă scurtă | Internațional |            |
| 18–27        | Tir sportiv                 | Campionatele Europene de Tir                               | Continental   |            |
| 21–27        | Patinaj artistic            | Campionatele Mondiale de patinaj artistic                  | Internațional |            |
| 25–27        | Parkour                     | Campionatele Mondiale Parkour                              | Internațional |            |
| 27–9 aprilie | Șah                         | Campionatul European Individual de Șah                     | Continental   |            |

### Aprilie
| Dată     | Sport           | Loc/Eveniment                                   | Status        | Câștigător |
| -------- | --------------- | ----------------------------------------------- | ------------- | ---------- |
| 1–3      | Judo            | Campionatele Europene de judo                   | Continental   |            |
| 2–10     | Curling         | Campionatul Mondial masculin de curling         | Internațional |            |
| 4–10     | Lupte           | Campionatele Europene de Lupte                  | Continental   |            |
| 16–2 mai | Snooker         | Campionatul Mondial de Snooker                  | Internațional |            |
| 20–24    | Mountain biking | Campionatele Mondiale UCI Mountain Bike Masters | Internațional |            |
| 25–30    | Badminton       | Campionatele Europene de badminton              | Continental   |            |

### Mai
| Dată       | Sport            | Loc/Eveniment                      | Status        | Câștigător |
| ---------- | ---------------- | ---------------------------------- | ------------- | ---------- |
| 1          | Karate           | Campionatele Europene de karate    | Continental   |            |
| 13–29      | Sport nautic     | Campionatele Mondiale de acvatică  | Internațional |            |
| 13–29      | Hockey pe gheață | Campionatul Mondial IIHF           | Internațional |            |
| 19–22      | Taekwondo        | Campionatele Europene de Taekwondo | Continental   |            |
| 22–5 iunie | Tenis            | French Open 2022                   | Internațional |            |
| 28         | Fotbal           | Finala Ligii Campionilor 2022      | Continental   |            |

### Iunie
| Dată        | Sport               | Loc/Eveniment                              | Status        | Câștigător |
| ----------- | ------------------- | ------------------------------------------ | ------------- | ---------- |
| 1           | Scrimă              | Campionatul European de Scrimă             | Continental   |            |
| 16–18       | Gimnastică aerobică | Campionatul Mondial de Gimnastică Aerobică | Internațional |            |
| 16–19       | Gimnastică ritmică  | Campionatul European de Gimnastică Ritmică | Continental   |            |
| 27–10 iulie | Tenis               | Turneul de tenis de la Wimbledon           | Internațional |            |

### Iulie
| Dată  | Sport    | Loc/Eveniment                   | Status        | Câștigător |
| ----- | -------- | ------------------------------- | ------------- | ---------- |
| 1–24  | Ciclism  | Turul Franței                   | Internațional |            |
| 15–23 | Scrimă   | Campionatul Mondial de Scrimă   | Internațional |            |
| 15–24 | Atletism | Campionatul Mondial de Atletism | Internațional |            |

### August
| Dată      | Sport                | Loc/Eveniment                                          | Status        | Câștigător      |
| --------- | -------------------- | ------------------------------------------------------ | ------------- | --------------- |
| 1–9       | Tir sportiv          | Campionatul Mondial de Tir                             | Internațional | Amânat din 2021 |
| 7–14      | Judo                 | Campionatul Mondial de Judo                            | Internațional |                 |
| 11–21     | Sport nautic         | Campionatul European                                   | Continental   |                 |
| 11–21     | Gimnastică artistică | Campionatele europene de gimnastică artistică feminină | Continental   |                 |
| 12–14     | Triatlon             | Campionatul European de Triatlon                       | Continental   |                 |
| 13–21     | Tenis de masă        | Campionatele Europene de Tenis de Masă                 | Continental   |                 |
| 15–21     | Atletism             | Campionatele Europene de Atletism                      | Continental   |                 |
| 29–11 sep | Tenis                | US Open                                                | Internațional |                 |

### Septembrie
| Dată  | Sport              | Loc/Eveniment                               | Status        | Câștigător |
| ----- | ------------------ | ------------------------------------------- | ------------- | ---------- |
| 1–18  | Baschet            | / EuroBasket                                | Continental   |            |
| 14–18 | Gimnastică ritmică | Campionatele Mondiale de Gimnastică Ritmică | Internațional |            |
| 18–25 | Canotaj            | Campionatele Mondiale de Canotaj            | Internațional |            |

### Octombrie
| Dată     | Sport                | Loc/Eveniment                                 | Status        | Câștigător |
| -------- | -------------------- | --------------------------------------------- | ------------- | ---------- |
| 3–9      | Tir cu arcul         | Campionatele Mondiale de Tir                  | Internațional |            |
| 6        | Triatlon             | Campionatul Mondial Ironman                   | Internațional |            |
| 9        | Formula 1            | Marele Premiu al Japoniei                     | Internațional |            |
| 29–6 nov | Gimnastică artistică | Campionatele Mondiale de Gimnastică Artistică | Internațional |            |

### Noiembrie
| Dată            | Sport   | Loc/Eveniment                             | Status        | Câștigător |
| --------------- | ------- | ----------------------------------------- | ------------- | ---------- |
| 4-20            | Handbal | / Campionatul European de Handbal Feminin | Continental   |            |
| 21-18 decembrie | Fotbal  | Campionatul Mondial de Fotbal             | Internațional | Argentina  |

### Decembrie
| Dată               | Sport            | Loc/Eveniment                                       | Status        | Câștigător |
| ------------------ | ---------------- | --------------------------------------------------- | ------------- | ---------- |
| 26–4 ianuarie 2023 | Hochei pe gheață | Campionatele mondiale de hochei pe gheață (juniori) | Internațional |            |